# Antun Gustav Matoš

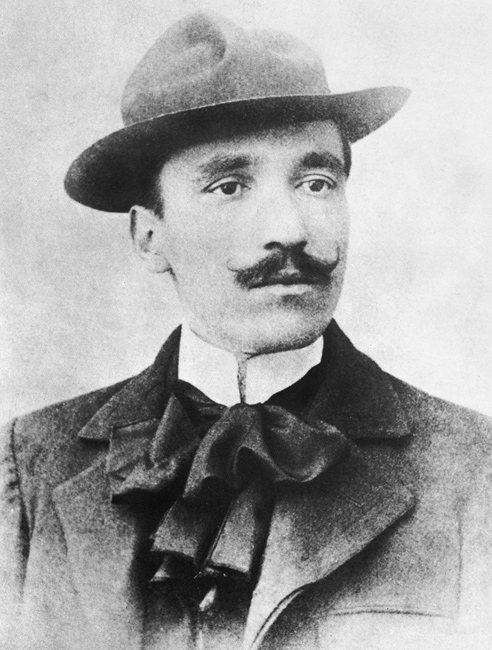
Antun Gustav Matoš

Antun Gustav Matoš (* 13. Juni 1873 in Tovarnik; † 17. März 1914 in Zagreb) war ein kroatischer Schriftsteller. Er gilt als Wegbereiter und bedeutendste Figur der kroatischen Moderne in der Literatur.

## Leben
Matoš war zwei Jahre alt, als die Familie nach Zagreb zog, wo sein Vater, ein Lehrer, eine neue Stelle bekam. In Zagreb besuchte er das Gymnasium, musste jedoch die siebte Klasse wiederholen, da er u. a. in seiner Muttersprache keine ausreichenden Leistungen erzielte. Nach dem Abitur studierte er Tiermedizin in Wien ohne Abschluss. 1893 wurde er in die Armee berufen. Matoš war als Deserteur zwischenzeitlich inhaftiert, bevor ihm die Flucht nach Serbien glückte. Die folgenden Jahre lebte er als Flüchtling in Belgrad, Genf und Paris. Dort schrieb er den Großteil seiner Werke. Erst nach seiner Amnestie 1908 kehrte er nach Zagreb zurück, wo er sechs Jahre später starb.

## Literarisches Schaffen
Schon 1892 wurde seine erste Novelle Moć savjesti (dt.: Die Kraft des Gewissens) veröffentlicht. Sie markiert den Beginn der kroatischen Moderne in der Literatur. In Belgrad verfasste er vor allem Kritiken, daneben Essays und Feuilletons. Mit dem Pass seines Bruders reiste er 1899 nach Paris, wo er unter dem Einfluss von Symbolisten und Impressionisten stand: So las er unter anderen Werke von Charles Baudelaire, Guy de Maupassant, Prosper Mérimée und Edgar Allan Poe. Diese Zeit war ausschlaggebend für die Formung seiner ästhetischen Ansichten und bald erschienen zwei Novellensammlungen, Iverje (dt.: Holzspäne, 1899) und Novo iverje (dt.: Neue Holzspäne, 1900). Die dritte Novellensammlung Umorne priče (dt.: Müde Geschichten, 1909) wurde erst nach seiner Rückkehr nach Zagreb veröffentlicht. In seiner Poesie, insgesamt rund 80 Gedichte, ist der Einfluss Baudelaires erkennbar, z. B. in der Sonettform, Musikalität und Synästhesie. Viele dieser Gedichte fanden Eingang in Anthologien kroatischer Lyrik, wie z. B. Utjeha kose (dt.: Der Trost der Haare), Jesenje veče (dt.: Der Herbstabend), Notturno oder 1909. Matoš ist darüber hinaus für seine Reiseberichte bekannt, in denen die Landschaft oft als ein selbständiges Motiv oder das einzige Thema bearbeitet wird, beispielsweise in Oko Lobora (dt.: Um Lobor herum, 1907).

## Werke
- Iverje (1899)
- Novo iverje (1900)
- Ogledi (dt.: Essays, 1905)
- Vidici i putovi (dt.: Horizonte und Wege, Reiseberichte, 1907)
- Umorne priče (1909)
- Naši ljudi i krajevi (dt.: Unsere Leute und Gebiete, Reiseberichte, 1910)
- Pečalba (dt.: Gastarbeit, Feuilletons, 1913)
- Pjesme (dt.: Gedichte, 1923)